# Zeughaus (Kassel)

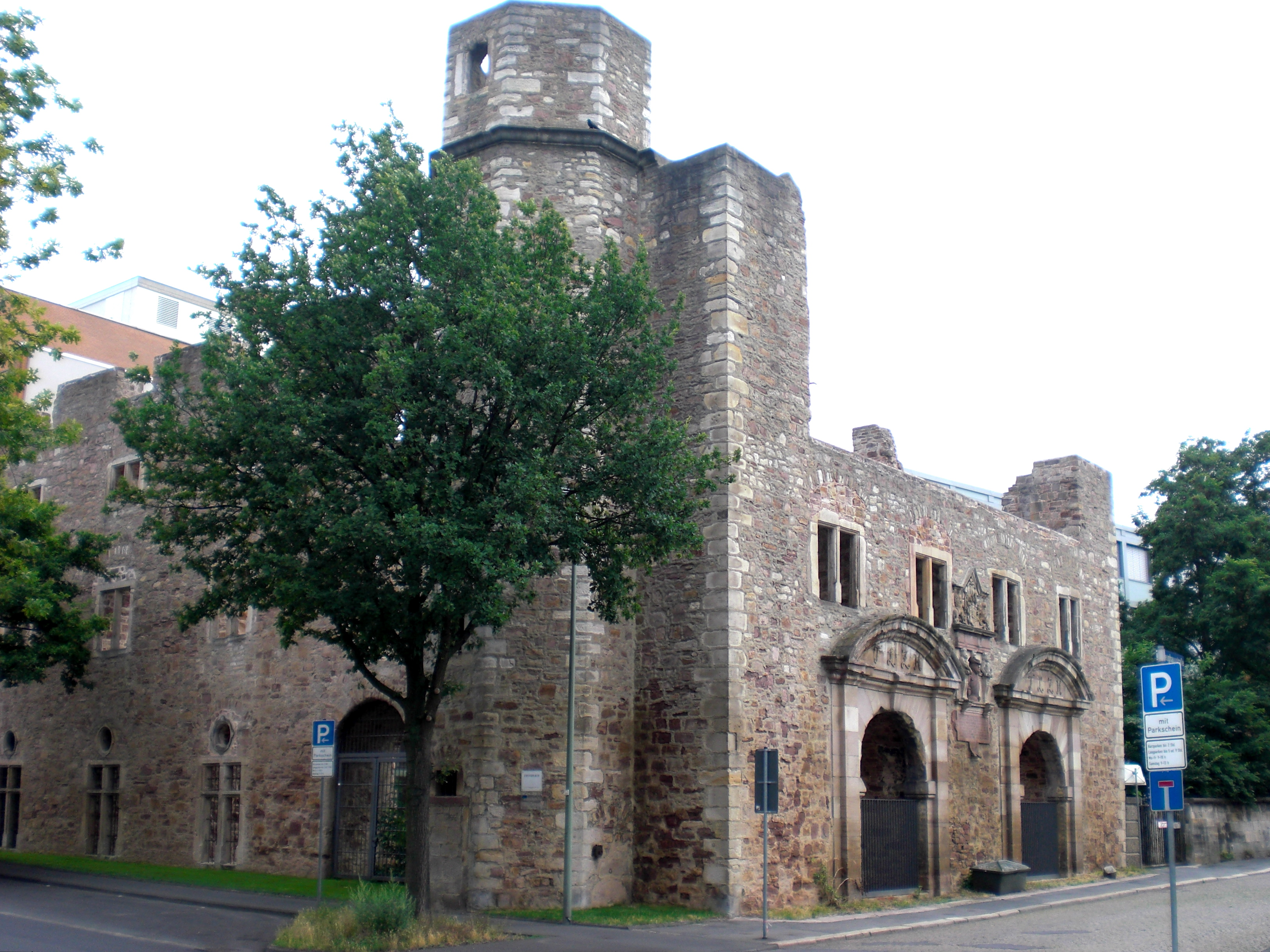
Die Ruine des Zeughauses im Juli 2009 nach der abgeschlossenen Sanierung

Das Zeughaus in Kassel wurde zwischen 1581 und 1583 unter der Herrschaft des Landgrafen Wilhelm IV. von Hessen-Kassel durch Graf Rochus zu Lynar (Rochus Quirinus von Linar, Rocco Guerrino di Linari aus Italien) und Christoph Müller geplant und im Stil der Renaissance gebaut.
Das Gebäude bildete ein Rechteck von 96,80 Meter Länge und 21,80 Meter Breite und verfügte über vier Stockwerke. Damit war es eines der größten Profanbauwerke im alten Kassel. An den beiden Schmalseiten wurden aufwendige Wappentafeln mit lateinischen Inschriften angebracht, an der Südseite befand sich zudem noch eine Porträtbüste des Landgrafen. Die Inschriften sind im Hexameter verfasst und rühmen den doppelten Nutzen des Zeughauses als Waffenlager und Proviantmagazin.

## Geschichte

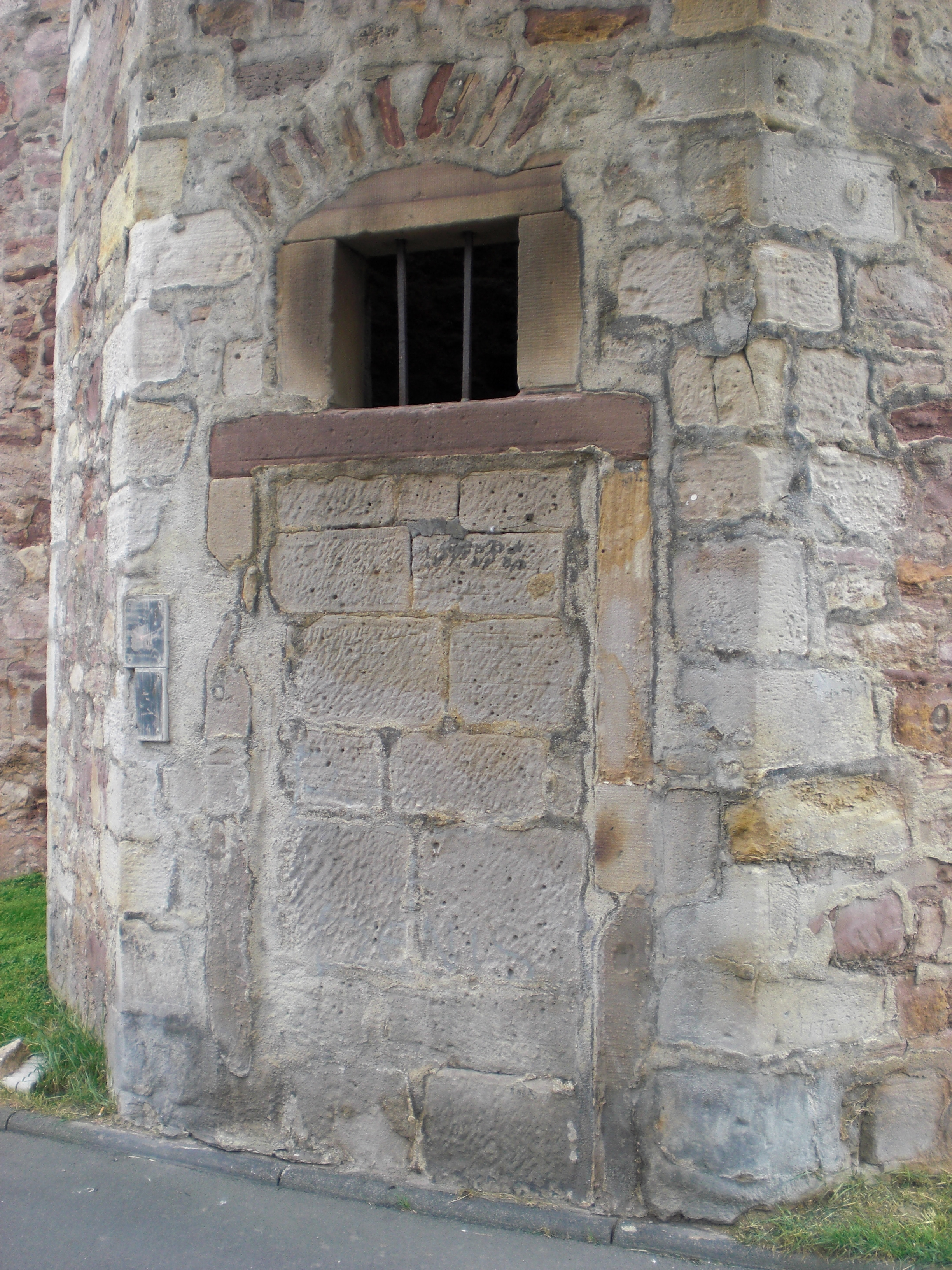
Die 1862 vermauerte Pforte des westlichen Treppenturms

Das Zeughaus bildete das Rückgrat der von Wilhelm IV. erneuerten Festungsanlagen Kassels, die im 16. und 17. Jahrhundert zu den modernsten in Europa zählten. Sie verhinderten im Dreißigjährigen Krieg die Einnahme der Stadt durch feindliche Truppen. Unter dem Landgrafen Karl wandelte sich der Charakter des Zeughauses immer stärker zu einem zentralen Depot der Artillerie. Außerdem wurden Militaria, die hessische Truppen erbeutet hatten, im ersten Stockwerk ausgestellt und gaben dem Gebäude den Charakter eines Militärmuseums.
Während des Siebenjährigen Krieges wurde das Zeughaus 1758 zweimal von französischen Truppen geplündert. Die dabei entstandenen Schäden ließ Landgraf Friedrich II. acht Jahre später beseitigen. Sein Monogramm „FLZH“ (Friedrich Landgraf zu Hessen) in den Lünetten über den beiden Toren an der Südseite erinnert noch heute daran. Auch während der Napoleonischen Kriege geriet die Stadt Kassel und damit auch das Zeughaus mehrmals in fremde Hände: 1806 transportierten französische Grenadiere 80.000 Gewehre ab, 1813 hielten sich russische Kosaken an den Beständen schadlos.
Die spektakulärste Plünderung ereignete sich jedoch in der Nacht vom 9. auf den 10. April 1848. Nach einem Übergriff von Mitgliedern der kurfürstlichen Elitereiterei („Garde du Corps“) auf einen Demonstrationszug, brachen aufgebrachte Bürger die Pforte am Westturm des Zeughauses auf, um sich mit dessen Beständen zu bewaffnen. 14 Jahre später ließ der Kurfürst Friedrich Wilhelm in einer innenpolitisch angespannten Situation ebendiese Pforte am 4. April 1862 zumauern, um seine unnachgiebige Haltung gegenüber den Bürgern zu demonstrieren.
Nach der Annexion des Kurfürstentums Hessen durch Preußen (1866) verlor das Zeughaus zunehmend seine militärische Bedeutung. Im 3. Reich gab es Pläne, das Zeughaus zu einem „Deutschen Reichskriegermuseum“ umzugestalten, doch der Ausbruch des Zweiten Weltkriegs setzte ihnen ein Ende. Am 22. Oktober 1943 wurde das Zeughaus beim schweren Bombenangriff der Royal Air Force auf die Kasseler Innenstadt im Inneren fast komplett zerstört, die Außenmauern und Giebel hingegen blieben erhalten.
In der Nachkriegszeit fanden nur Absicherungsmaßnahmen an der Ruine statt, da kein konkreter Verwendungszweck gefunden wurde, der einen Wiederaufbau des monumentalen Gebäudes gerechtfertigt hätte. Im Dezember 1972 kam es dann zum Abriss des Nordteiles des Zeughauses, der dem Neubau der Max-Eyth-Schule weichen musste. Damit waren zwei Drittel der Ruine beseitigt. 1974 wurden dann noch die stark einsturzgefährdeten Gewölbe im verbliebenen Südteil abgerissen.

## Restaurierung

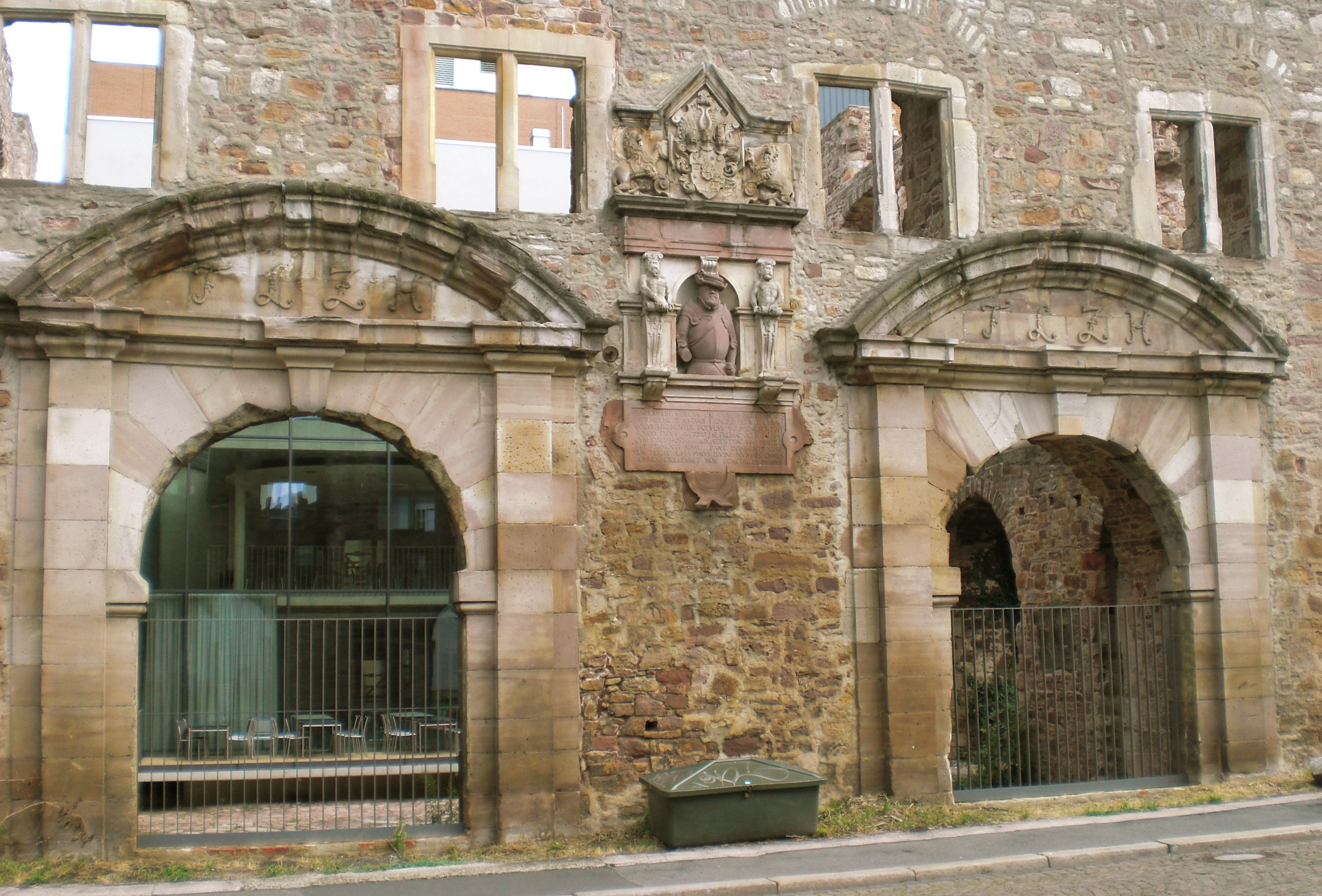
Durch die Portale sieht man den modernen Bau der Schulcafeteria

Seit 1991 bemühte sich der „Verein Zeughaus Kassel“ mit ca. 700 Mitgliedern um die Erhaltung und die Erschließung der Zeughausruine. Die Mauern wurden 2006 saniert. 2007/2008 wurde ein zurückhaltend gestalteter Neubau in die Ruine gesetzt, der die angrenzenden Schulbauten mit einer Cafeteria verbindet und auch der Öffentlichkeit für Veranstaltungen zur Verfügung stehen. Die bisherigen Arbeiten wurden zum größeren Teil aus Mitgliedsbeiträgen und Spenden finanziert, aber auch aus Mitteln der Stadt, des Landes und der Europäischen Union. Am 5. März 2009 wurde die Cafeteria eröffnet.